# Zamrznuté pleso
Zamrznuté pleso (deutsch Gefronerer See [unter dem Polnischen Kamm], ungarisch Poduplaszki-Fagyott-tó oder Fagyott-tó a Lengyel-nyereg alatt, polnisch Zmarzły Staw pod Polskim Grzebieniem) ist ein Bergsee auf der slowakischen Seite der Hohen Tatra.
Er befindet sich im Hochgebirgskessel Zamrznutý kotol im Abschluss des Tals Bielovodská dolina, unmittelbar nördlich des Sattels Poľský hrebeň am Hauptkamm der Hohen Tatra und seine Höhe beträgt 2040 m n.m. Seine Fläche liegt bei 11.395 m², er misst 208 × 78 m und seine maximale Tiefe beträgt 10,8 m. Der See hat keinen oberirdischen Zu- oder Abfluss, gehört aber zum Einzugsgebiet der Biela voda über den Bach Litvorový potok.
Die Seeoberfläche ist üblicherweise bis zum Spätsommer zugefroren und der See erhielt nach dieser Tatsache seinen Namen. In der Vergangenheit wurde der Name Zmrzlé pleso, für einen See im westlich gelegenen Tal Ťažká dolina, auf diesen See übertragen, was für Verwirrung sorgte, dazu wurden zeitweise beide mit demselben Namen Zamrzlé pleso (wörtlich Gefrorener See) bezeichnet. Im Deutschen trugen beide Seen ursprünglich nur den Namen Eissee, der Eindeutigkeit halber wurde für diesen See die Bezeichnung Gefrorener See zugewiesen. Im Polnischen gab es die Bezeichnungen Zmarzły Staw Polski oder Polski Staw, also Gefrorener Polnischer See oder schlicht Polnischer See, obwohl er nicht in Polen liegt.
Am See vorbei führt ein blau markierter Wanderweg von Lysá Poľana zur Scharte Prielom und weiter ins Tal Veľká Studená dolina, auf einer Gabelung oberhalb des Sees beginnt ein grün markierter Weg über den Sattel Poľský hrebeň Richtung Tal Velická dolina und Tatranská Polianka.